# Abenberg
Abenberg é uma cidade alemã do distrito de Roth, no estado da Baviera. Está situada 9 km a oeste de Roth bei Nürnberg e a 25 km a sudoeste de Nurembergue.